# 二日市町
二日市町（ふつかいちまち）は、福岡県筑紫郡にあった町。現在の筑紫野市の中心部にあたる。本項では発足時の名称である二日市村（ふつかいちむら）についても述べる。

## 地理
- 山岳 ： 天拝山

## 歴史
- 1889年（明治22年）4月1日 - 町村制の施行により、御笠郡二日市村・紫村・武蔵村・塔原村・杉塚村・上古賀村の区域をもって二日市村が発足。
- 1895年（明治28年）8月27日 - 町制施行して二日市町となる。
- 1896年（明治29年）4月1日 - 郡の統合により所属郡が筑紫郡に変更[1]。
- 1949年（昭和24年）5月20日 - 町内に昭和天皇の戦後巡幸。二日市小学校（筑紫奉迎場）で奉迎が行われた。紫ヶ丘の県営庶民住宅などを視察[2]。
- 1955年（昭和30年）3月1日 - 筑紫村・御笠村・山家村・山口村と合併して筑紫野町が発足。同日二日市町廃止。

## 交通

### 鉄道路線
- 日本国有鉄道
  - 鹿児島本線
    - 二日市駅
- 西日本鉄道
  - 大牟田線（現・天神大牟田線）
    - 西鉄二日市駅

なお、二日市町時代には存在していないが、2010年に西鉄二日市 - 朝倉街道間（旧紫村の区域）に紫駅が開業している。
  - 太宰府線
    - 西鉄二日市駅

### 道路
- 国道3号

現在は旧町域に九州自動車道の筑紫野バスストップが所在するが、当時は未開通。

## 著名な出身者
- 福永武彦(小説家、詩人、フランス文学者)